# ادی کی توماس
ادی کی توماس (به انگلیسی: Eddie Kaye Thomas) متولد ۳۱ اکتبر ۱۹۸۰ در نیویورک آمریکا، یک بازیگر سینمایی و تلویزیونی آمریکایی است.
او در سال ۱۹۹۹ با نقش پل فینچ در سری فیلم‌های کلوچه آمریکایی (American Pie) معروف شد.
توماس در شهر نیویورک زاده شد و کار بازیگری اش را در ۷ سالگی شروع کرد.
او در فیلم‌های فردی انگولک شد، دوستیابی ناشناس، خشم ۲ و آقای حسادت بازی کرده‌است.

## حرفه
توماس حرفه بازیگری را در هفت سالگی روی صحنه شروع کرد. ابتدا در " Four Baboons Adoring the Sun " و " The Diary of Anne Frank " ظاهر شد. او از دبیرستان حرفه‌ای کودکانه ای در منطقه برادوی نیویورک فارغ‌التحصیل شد. توماس برای بار اول در قسمتی از آیا از تاریکی هراس دارید؟ روی صحنه رفت.
از ۲۰۰۱ تا ۲۰۰۲، توماس در سریالی تلویزیونی بنام "آف سنتر" به همراه جان چو شروع به کار کرد. برای طنز تلویزیونی " Till Death " در دو فصل اول (سال‌های ۲۰۰۶ و ۲۰۰۷) ایفای نقش کرد. زمانی نقشش برای مشکلات حقوقی حذف شد اما در فصل ۳ بار دیگر حضور داشت.
توماس در تبلیغ‌های بازرگانی اسنیکر و نایک در موزیک ویدئو "Flowing" پدیدار شد. در سال ۲۰۰۹ صدای توماس برای بابای آمریکایی!، به عنوان ممهمان ضبط شد.
در سال ۲۰۱۴ هم در اسکورپین (سریال تلویزیونی) بازی کرد.
او در فیلم تنگ ماهی بازی کرده‌است.

## زندگی شخصی
ادی کی توماس در استیتن آیلند زاده شد. توماس یک یهودی است.